# L'urlo della maschera maledetta
L'urlo della maschera maledetta è il quarto libro della saga Horrorland, di Piccoli Brividi, scritta da R.L. Stine.

## Trama
Carly Beth si sveglia una sera sentendo il richiamo della maschera che un anno prima le ha fatto vivere l'incubo più terrificante della sua vita. Carly Beth scopre che la maschera non è stata sconfitta e non ci riuscirà facilmente.
Nel frattempo Carly Beth scopre che la sua maschera prima era appartenuta a un ragazzo morto in una stalla abbandonata vicino alla fattoria Tumbledown, luogo in cui lavora come baby-sitter con la sua amica Sabrina e una ragazza di nome Laura. Un giorno decide di visitare la fattoria e all'interno vi trova un ragazzo di nome Clark che le dice di abitare in quella stalla. Carly Beth scappa, e tornando a casa vede il negozio dove l'anno prima ha comprato la maschera maledetta; dentro vi riconosce anche lo stesso commerciante. Entrando gli chiede come liberarsi dalla maschera, lui le rivela che una volta comprata non può più liberarsene, aggiunge inoltre che c'è qualcun altro che vuole quella maschera, qualcuno che lei conosce.

## Personaggi
Carly Beth: protagonista del libro e anche di un'altra avventura dei piccoli brividi "la maschera maledetta". Carly Beth è la proprietaria della maschera, spaventata dai ricordi dello scorso halloween decide di liberarsene.
Sabrina: migliore amica di Carly Beth, anche lei comparsa in "la maschera maledetta" aiuta Carly Beth a liberarsi della maschera, ma con scarso successo.
Laura: conoscente di Sabrina e Carly Beth, Laura è molto timida e riservata, nessuno conosce la sua vita, né da dove viene, né dove vive. Lavora alla fattoria Tumbledown insieme a Carly Beth e Sabrina.
Maschera Maledetta: maschera malefica protagonista di "la maschera maledetta"; una volta indossata non si riesce più a toglierla a meno che non si faccia un gesto d'amore. La maschera, quando indossata, fa diventare cattive le persone e si impadronisce del loro cervello.
Clark: misterioso ragazzo che abita vicino alla stalla abbandonata.

## Edizioni
- R. L. Stine, L'urlo della maschera maledetta, traduzione di Alessandra Orcese, collana Horrorland, Arnoldo Mondadori Editore, 2008,  p. 182.